# Раздорский, Владимир Фёдорович
Владимир Фёдорович Раздорский (1883—1955) — русский и советский ботаник.

## Биография
Родился во Владикавказе в семье инспектора-преподавателя Первого Владикавказского реального училища Федора Ивановича Раздорского и Надежды Захаровны Семеновой. По матери — двоюродный брат известного лермонтоведа Л. П. Семёнова и троюродный дядя Азы Алибековны Тахо-Годи. Дети — Игорь Владимирович Раздорский (1928—2012), Светлана Владимировна Раздорская (1931—1986; замужем за Леонидом Сергеевичем Семеновым, профессором исторического факультета ЛГУ).
В 1892 году поступил в приготовительный класс реального училища в г. Владикавказе. Окончив его с золотой медалью (1900) поступил в Московское высшее техническое училище. В 1907 году окончил училище по механическому отделению со званием инженера-механика и поступил на естественное отделение физико-математического факультета Московского университета. В 1911 году окончил университет с дипломом первой степени, оставлен при университете для подготовки к профессорскому званию по кафедре ботаники. Получил звание приват-доцента (1916) и начал преподавательскую деятельность в Московском университете. 
После революции 1917 года вернулся во Владикавказ. В октябре 1918 года назначен на должность проректора и профессора, заведующего кафедрой ботаники в Первом советском политехническом институте в г. Владикавказе, затем деканом сельскохозяйственного факультета. В сентябре 1922 года избран профессором по кафедре морфологии и систематики растений Азербайджанского университета. В течение двух лет совмещает эту работу с преподаванием во Владикавказе. 
С 1923 по 1944 гг. возглавляет кафедру ботаники в Горском сельскохозяйственном институте и по совместительству организованную им кафедру ботаники в педагогическом институте Владикавказа. 27 декабря 1924 года утверждён в учёном звании профессора по кафедре ботаники, 5 января 1938 года присуждена ученая степень доктора биологических наук. Действительный член Германского ботанического общества, Американского ботанического общества (с 1936), Всесоюзного ботанического общества. 
В октябре 1944 года переехал в г. Мичуринск Тамбовской области, где заведовал кафедрой ботаники плодоовощного института им. И. В. Мичурина. 
В феврале 1952 года вновь возглавил кафедру ботаники сельскохозяйственного института во Владикавказе.
Умер в ноябре 1955 года, похоронен во дворе Горского государственного аграрного университета.

## Публикации
- Материалы к учению о механических свойствах частей растений : Эксперим. исслед. сопротивления растений растяжению / И. А. Калинников и В. Ф. Раздорский. — Москва : тип. Моск. ун-та, 1912. — [4], 119 с., 2 л. ил. : ил.; 34. — (Известия Механического института Московского технического училища. Механическая лаборатория; Вып. 10).
- Работа по пересмотру флоры национальных областей Северного Кавказа на каучуконосность [Текст] : (Науч. отчет Орджоникидзенск. базы гос. треста «Каучуконос.» при Сев.-Кавк. педагог. ин-те за 1931 г.) / Г. И. Борисов, А. И. Казинцев, И. Г. Попов, проф. В. Ф. Раздорский (Под общ. ред. проф. Раздорского). — Орджоникидзе : изд-во и тип. Севоблнациздата, 1936. — Обл., 148 с., 25 вкл. л. ил. : ил.; 25х17 см.
- Анатомия растений : [Учебник для гос. ун-тов] / Проф. В. Ф. Раздорский. — Москва : Сов. наука, 1949 (тип. «Кр. пролетарий»). — 524 с. : ил.; 26 см.
- Ботаника : учеб. для пед. ин-тов и ун-тов: в 2-х т./ Л. И. Курсанов, Н. А. Комарницкий, К. И. Мейер, В. Ф. Раздорский, А. А. Уранов; под ред. Л. И. Курсанова. −5-е изд., перераб. -М. : Учпедгиз.
- Ботаника : Для пед. ин-тов и ун-тов : В 2 т. / Л. И. Курсанов, Н. А. Комарницкий, В. Ф. Раздорский, А. А. Уранов ; Под общ. ред. проф. Л. В. Кудряшова. — 7-е изд., испр. и доп. — Москва : Просвещение, 1966. — 1 т.; 27 см
- Архитектоника растений / Проф. В. Ф. Раздорский. — Москва : Сов. наука, 1955. — 432 с. : ил.; 23 см.